# Célula corticotrópica
Los corticotropos (o corticotrofos ) son células basófilas en la hipófisis anterior que producen proopiomelanocortina (POMC) que se escinde en adrenocorticotropina (ACTH), β-lipotropina (β-LPH) y hormona estimulante de los melanocitos (MSH). Estas células son estimuladas por la hormona liberadora de corticotropina (CRH) y constituyen entre el 15 y el 20% de las células de la hipófisis anterior.
La liberación de ACTH de las células corticotrópicas está controlada por la CRH, que se forma en los cuerpos celulares de las  células neurosecretoras parvocelulares dentro del núcleo paraventricular del hipotálamo y pasa a los corticotropos en la hipófisis anterior a través del sistema porta hipofisario. La hormona adrenocorticotropina estimula la corteza suprarrenal para que libere glucocorticoides y desempeña un papel importante en la respuesta al estrés.

## Función
La función principal de las células corticotrópicas es producir la prohormona POMC en respuesta a la liberación de CRH del hipotálamo. La POMC se escinde en varias hormonas peptídicas mediante actividad enzimática. Además de sintetizarse en los corticotropos, la POMC también se sintetiza en las células melanotrofas, el núcleo arcuato del hipotálamo y los melanocitos. La POMC se escinde de forma diferencial en varias hormonas peptídicas dependiendo de la célula en la que se sintetice; también varía en función de la especie. En los corticotropos humanos, la POMC es escindida proteolíticamente por las proproteína convertasas en ACTH y β-lipotropina. En las ratas, sin embargo, la ACTH se escinde en α-MSH y CLIP en el corticotropo. Estas hormonas peptídicas se almacenan en vesículas en las células corticotrópicas y se liberan en respuesta a la estimulación con CRH del hipotálamo. A continuación, estas vesículas abandonan la hipófisis anterior y viajan por todo el cuerpo a través del torrente sanguíneo para llegar a los tejidos diana.
| Hormona(s)                   | Objetivos principales                                            | Efectos                                                            |
| ---------------------------- | ---------------------------------------------------------------- | ------------------------------------------------------------------ |
| ACTO                         | corteza suprarrenal                                              | Síntesis de glucocorticoides                                       |
| α-MSH, β-MSH, γ-MSH          | Células de la piel ( melanocitos ), cerebro, glándulas exocrinas | Pigmentación del cabello y la piel, saciedad, homeostasis del peso |
| CLIP                         | Páncreas                                                         | Secretagogo de insulina, estimula la liberación de insulina        |
| β-lipotropina, γ-lipotropina | Tejido adiposo                                                   | Lipólisis, movilización de ácidos grasos                           |
| β-endorfina                  | Sistema nervioso periférico                                      | Manejo del dolor                                                   |

## Papel en el eje hipotalámico-pituitario-suprarrenal

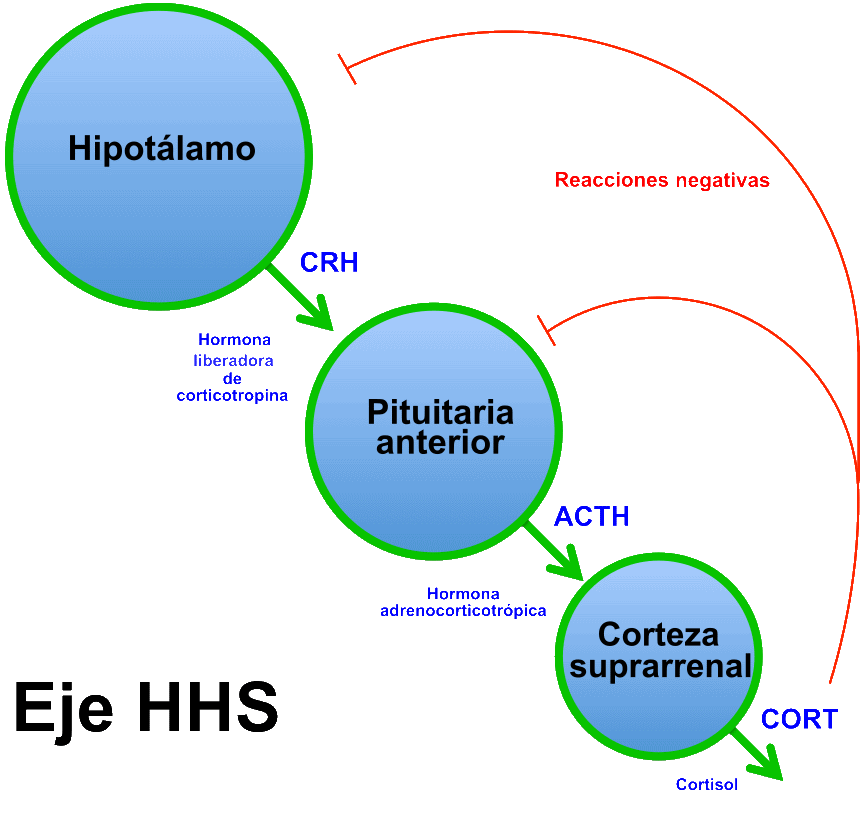
Los corticotropos ubicados en la hipófisis anterior son estimulados por el hipotálamo para liberar ACTH, que luego viaja a través del torrente sanguíneo hasta la corteza suprarrenal.

### Estímulo
Las células corticotrópicas desempeñan un papel importante dentro del circuito de retroalimentación del eje hipotalámico-pituitario-suprarrenal (HPA) y la respuesta al estrés. Los corticotropos producen y liberan ACTH, una hormona peptídica de 39 aminoácidos, en respuesta a la liberación de la hormona liberadora de corticotropos (CRH) desde el hipotálamo. La CRH es una hormona peptídica de 41 aminoácidos secretada por las células neurosecretoras parvocelulares, que se encuentran dentro del núcleo paraventricular del hipotálamo.
Los estímulos para la liberación de CRH desde el hipotálamo incluyen:
- Forskolina[10]
- Interleucina-6[10]
- Péptido activador de la adenilato ciclasa hipofisaria (PACAP)[10]
- Estrés o trauma
- Ritmos circadianos[5] La forskolina y la PACAP regulan la síntesis de CRH en el hipotálamo uniéndose a receptores acoplados a proteínas G y estimulando el aumento de AMPc en las células mediante la acción de la adenilato ciclasa. Esto activa la vía de la proteína quinasa A, que da lugar a la unión de la proteína de unión del elemento de respuesta al AMPc (CREB) a la región promotora de la CRH e induce la transcripción de la CRH. Este proceso es reprimido por los glucocorticoides; esta retroalimentación inhibidora ayuda a mantener la homeostasis de la respuesta al estrés.Una vez liberada por el hipotálamo, la CRH viaja a través del sistema portal hipofisario hasta la hipófisis anterior, donde se une a los receptores acoplados a proteínas G de la membrana celular corticotropa y estimula la producción de AMPc. Los efectos de la CRH sobre los corticotropos hipofisarios son potenciados por la vasopresina (AVP); la AVP es un inductor débil de la producción de ACTH por sí sola, pero tiene un fuerte efecto sinérgico sobre la producción de ACTH cuando la CRH también se une al receptor.[5] Estas hormonas señalizadoras actúan a través de la transducción de señales, provocando la síntesis de POMC y su posterior escisión en ACTH y β-lipotropina. A continuación, estas hormonas peptídicas se liberan en el torrente sanguíneo, donde circulan y actúan sobre los tejidos diana.

### Función
La ACTH liberada por las células corticotropas se une a los receptores acoplados a proteínas G en la corteza suprarrenal, donde estimula la producción de glucocorticoides (principalmente cortisol). La ACTH se une al receptor de melanocortina 2 y, a través de la transducción de señales, aumenta los niveles de colesterol esterasa, el transporte de colesterol a través de la membrana mitocondrial, la unión del colesterol al P450SCC y, un aumento de la síntesis de pregnenolona. También sirve como estímulo secundario para la síntesis de mineralocorticoides como la aldosterona, que desempeñan un papel importante en la regulación del equilibrio de sal en la sangre. Los glucocorticoides liberados por la corteza suprarrenal inhiben la producción de CRH y ACTH, formando un bucle de retroalimentación negativa.

### Inhibición de la producción de ACTH.
Los corticotropos contienen receptores de glucocorticoides (GR) y globulina transportadora de corticosteroides (CBG o transcortina). GR es un receptor nuclear que inhibe la transcripción de la ACTH a través de un elemento negativo de reconocimiento de glucocorticoides (GRE) que se une al cortisol en el ADN de la POMC, pero generalmente la transcortina se une a los glucocorticoides (incluidos el cortisol, la cortisona, la desoxicortisona y la aldosterona) con alta afinidad e impide esta inhibición. La inhibición tónica de los corticotropos requiere concentraciones elevadas de glucocorticoides, que superan la capacidad de la CBG. Esto hace que la secreción de ACTH sea vulnerable a la inhibición en pacientes que toman glucocorticoides con fines médicos, como el tratamiento de enfermedades autoinmunes o como medicación contra el rechazo de trasplantes.

## Enfermedades asociadas

### Enfermedad de Cushing
Las células corticotropas pueden tener efectos perjudiciales en el organismo si expresan demasiada o muy poca ACTH. Un ejemplo de ello es la enfermedad de Cushing, que puede ser el resultado de una sobreproducción de ACTH en los corticotropos debida a tumores hipofisarios conocidos como adenomas corticotropos; ésta es la causa de aproximadamente dos tercios de las personas diagnosticadas de enfermedad de Cushing. También es posible que esta enfermedad sea el resultado de la producción de ACTH en un tumor no hipofisario, lo que se conoce como producción ectópica, o que las glándulas suprarrenales produzcan cortisol en exceso debido a un tumor suprarrenal. Esta sobreproducción de ACTH provoca un aumento de los niveles de cortisol debido a una mayor síntesis de glucocorticoides en la corteza suprarrenal, lo que da lugar a varios síntomas asociados.
Los síntomas de la enfermedad de Cushing incluyen:
- Depósitos de grasa en el cuello o la espalda.
- Estrías (estrías)[17]
- Fatiga[17]
- Osteoporosis[17]
- Sistema inmunológico debilitado[17]
- Hipertensión[17]

### La enfermedad de Addison
Las células corticotrópicas también pueden ser la causa de la enfermedad de Addison en algunos casos. La enfermedad de Addison se caracteriza por la insuficiencia suprarrenal, que se define como la infraproducción de glucocorticoides por la corteza suprarrenal. Si los corticotropos producen una cantidad insuficiente de ACTH, puede producirse una insuficiencia suprarrenal secundaria, que hace que las glándulas suprarrenales produzcan una cantidad insuficiente de cortisol. Esto puede estar causado por tumores de la hipófisis anterior o del hipotálamo, inflamación o cirugía. En última instancia, esto resulta en la subproducción de cortisol, que tiene muchos síntomas perjudiciales.
Los síntomas de la enfermedad de Addison incluyen:
- Pérdida de peso[18]
- Hipoglucemia[18]
- Hipotensión[18]
- Irritabilidad[18]